# José Santos Mascayano
José Santos Mascayano, nacido en España, el año 1788, fue diputado propietario del Primer Congreso Nacional, en 1811, representando a Aconcagua.

## Biografía
No existe claridad de su lugar y fecha de nacimiento. Se ha señalado que nació en el valle de Aramayona, Álava , y otros autores indican que sería originario de Vizcaya.
Comerciante, ingresó al Primer Congreso Nacional por Aconcagua, siendo identificado entre los miembros del bando patriota . Por su matrimonio con María Teresa Larraín Salas se le considera como el único delegado en dicho Congreso de la familia Larraín, llamada popularmente como los Ochocientos y que José Miguel Carrera denominaba como la Casa Otomana.
No existen datos sobre su participación en el Primer Congreso Nacional pero siendo gobernador de San Felipe, el 3 de agosto de 1813, el vizcaíno José Antonio Eceiza con treinta secuaces se tomó la villa de Santa Rosa de Los Andes, apresando al subdelegado y a otros patriotas. Gobernaba en San Felipe José Santos Mascayano quien al saber lo ocurrido en la vecina población “convocó las milicias de su mando; y cuando se hubieron reunido unos treinta hombres, los hizo marchar bajo las órdenes de su yerno don Francisco de Paula Caldera. Esa fuerza bastó para sofocar la sublevación”. Apresados los cabecillas, Eceiza y otro español fueron fusilados el 19 de agosto y cinco cómplices enviados al destierro en Mendoza.
Se casó en 1774, con María Teresa Larraín y, entre otras hijas, tuvo a Micaela casada con el citado Francisco de Paula Caldera, su nieta Micaela fue esposa de Ramón Freire, quien fue Director Supremo y Presidente de la República.